# Zuco 103
Zuco 103 est un groupe néerlandais spécialisé dans la musique d'influence brésilienne. Il a été fondé en 1989 par des étudiants du conservatoire de Rotterdam (en), Lilian Vieira (chant), Stefan Schmid (claviers) et Stefan Kruger (batterie).

## Discographie

### Albums
- Outro Lado (1999)
- Tales Of High Fever (2002)
- One Down, One Up (2003)
- Whaa! (2005)
- After The Carnaval (2008)
- Etno chic (2016)

### Compilations
- The Other Side Of Outro Lado (2001)
- Retouched! After The Carnaval Remixes (2009)

### EPs
- Apocalypso (2015)

### Singles
- Treasure (2002)
- Futebol (2004)
- It's A Woman's World (2005)
- Na Mangueira (2005)